# Albert Town (Giamaica)
Albert Town è una città della Giamaica, classificata come town, nella parrocchia di Trelawny.